# Limonia subprolixa
Limonia subprolixa är en tvåvingeart som beskrevs av Alexander 1931. Limonia subprolixa ingår i släktet Limonia och familjen småharkrankar. Inga underarter finns listade i Catalogue of Life.